# شعب الكريول السيشلي

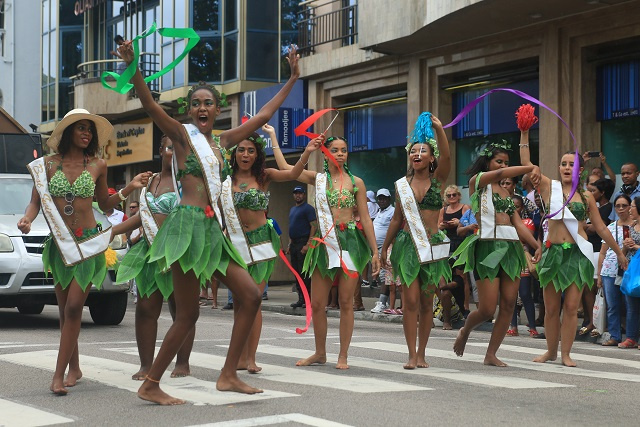
مظهر احتفالي لشعب الكريول السيشلي

شعب الكريول السيشلي هم السكان الأصليين لسيشيل، بغض النظر عن الأصل (العرقي).
يشار إلى غالبية الناس الذين يعيشون في سيشيل باسم الكريول. هم أساسًا من أصل شرق أفريقي والملغاشي. ومع ذلك، فإن البعض الآخر من أصول شرق إفريقية، مدغشقر ية، هندية، صينية وفرنسية.
ويعتنق أغلب كريول سيشيل الديانة النصرانية مع أقلية إسلام وهندوسية.

## الأصول
في الأصل، هاجر الأفارقة والأسترونيزيون إلى سيشيل للعمل في مزارع السكر والبن. كان البعض من العبيد الذين أُدخلوا إلى المحيط الهندي. ويرجع أغلبهم إلى أصول إفريقية، وإلى حد أقل، مدغشقرية.

## التوزيع
اليوم، ينتشر الكريول في جميع أنحاء سيشيل. يبلغ عددهم ما يقرب من 76000 نسمة، أي أكثر من 70 ٪ من مجموع سكان سيشل. الكريول هي المجموعة المسيطرة في السياسة.
يُعرف النوع السيشلي الموسيقي «سيجا» بـ «موتا».
يفتخر السيشيلون الكريول بتراثهم الأفريقي وأسسوا معهد الكريول في ماهي للمساعدة في تعزيز ثقافتهم ومساعدة الآخرين على فهمه وتعرف عليه. جعلت سيشيل لغة الكريول واحدة من لغاتها الثلاث الرسمية، إلى جانب الفرنسية والإنكليزية.